# Zarafshon Navoiy
Zarafshon Navoiy (uzb. «Zarafshon» (Navoiy) futbol klubi, ros. Футбольный клуб «Зарафшан» Навои, Futbolnyj Kłub "Zarafszan" Nawoji) – uzbecki klub piłkarski z siedzibą w Navoiy.

## Historia
Piłkarska drużyna Zarafshon została założona w 1965 w mieście Navoiy.
W 1965 zespół debiutował w Klasie B, strefie 5 Mistrzostw ZSRR. W 1968 klub awansował do Drugiej Grupy, podgrupy 2. W 1970 w wyniku reorganizacji systemu lig ZSRR został zdegradowany do Klasy B, strefy środkowoazjatyckiej. Potem przez następne 20 sezonów występował w Drugiej Lidze. W 1991 zmagał się w Drugiej Niższej Lidze.
W 1997 klub debiutował w Wyższej Lidze Uzbekistanu. W 2002 zajął przedostatnie 15 miejsce i spadł do niższej ligi.

## Sukcesy
- Druga Grupa ZSRR, podgrupa 4:
  - 11 miejsce: 1968
- Puchar ZSRR:
  - 1/64 finalista: 1987
- Olij Liga:
  - 9 miejsce: 1997
- Puchar Uzbekistanu:
  - 1/4 finalista: 2002